# Conus lemniscatus
Conus lemniscatus е вид охлюв от семейство Conidae. Видът не е застрашен от изчезване.

## Разпространение и местообитание
Разпространен е в Бразилия (Еспирито Санто, Парана, Рио де Жанейро, Санта Катарина и Сао Пауло).
Обитава пясъчните дъна на морета.